# 馬高斯·迪拉艾斯柏達
馬高斯·尤西比奧·占文尼斯·迪拉艾斯柏達·馬田（Marcos Eusebio Jiménez de la Espada Martín，1985年11月3日－），生於西班牙波連斯薩，西班牙足球運動員，司職前鋒，現時效力印度足球甲級聯賽球會東賓高。

## 球員生涯
馬高斯生於西班牙波連斯薩馬略卡島巴利阿里群島，於2004/05西丙賽季效力康斯坦西亞的馬高斯，在足球生涯首次亮相，在及後的三個西丙賽季分別效力馬略卡B隊和聖安德魯，直到2008年7月外借到西乙二球會奧里韋拉，在2010年7月加盟西乙二球會馬翁斯，並上陣34次（總2978分鐘）取得8個入球。
2011年7月15日，馬高斯重返西丙球會聖安德魯，於2012年6月26日加盟西乙二球會塔拉戈納體操，並取得16個入球，於2015年6月29日協助塔拉戈納體操升班到西班牙乙級聯賽，更獲球會和他續約一年，馬高斯在2015年8月23日的聯賽，職業生涯首次上陣，並在最後階段射入十二碼，協助塔拉戈納體操以2–2賽和阿爾巴塞特，最終馬高斯於2016年6月23日與球隊約滿離隊。
2016年7月12日，傑志宣佈經前教練甘巴爾親自揀選後馬高斯正式加盟，於2016年9月23日作客榜尾兼業餘球會港會的聯賽，多次都未能把握機會，直至半場被換出，雖然最終傑志以2–0擊敗港會，但馬高斯仍未取得加盟球隊後的首個入球，最終馬高斯在季中離隊。
2016年12月12日，冠忠南區宣佈正式簽馬高斯，於2017年2月3日作客港會的聯賽，馬高斯終於在13分鐘終於取得首個港超入球，而且還梅開二度，協助球會以6–0勝出。2017年1月4日，馬高斯於冠忠南區以5–0擊敗R&F富力的聯賽，個人連中三元，不過在頂入第3球時懷疑使出馬勒當拿的上帝之手撞入，引起對方球員激烈抗議，賽後被球迷戲稱為「馬勒高斯」。
在2017/18球季，馬高斯在23場貢獻16球，成為聯賽神射手第3名，可是他於球季後回國加盟西乙B球會巴利阿里競技。

## 個人生活
馬高斯擁有一面大鬍子，更表示這些鬍子能帶給他幸運，無論如何也不會剃掉的，不過由於馬高斯因加盟傑志後多場仍未取得入球，所以他曾試過剃鬚轉運，可惜成效不大。

## 外部連結
- 馬高斯·迪拉艾斯柏達的X（前Twitter）
- 馬高斯·迪拉艾斯柏達的Instagram帳戶
- 馬高斯 Gimnàstic （页面存档备份，存于） （西班牙文）
- 馬高斯 BDFutbol （页面存档备份，存于）
- 馬高斯 Soccerway （页面存档备份，存于）